# Phrurolithus pullatus
Phrurolithus pullatus là một loài nhện trong họ Phrurolithidae.
Loài này thuộc chi Phrurolithus. Phrurolithus pullatus được Wladislaus Kulczynski miêu tả năm 1897.